# سوق اللفة

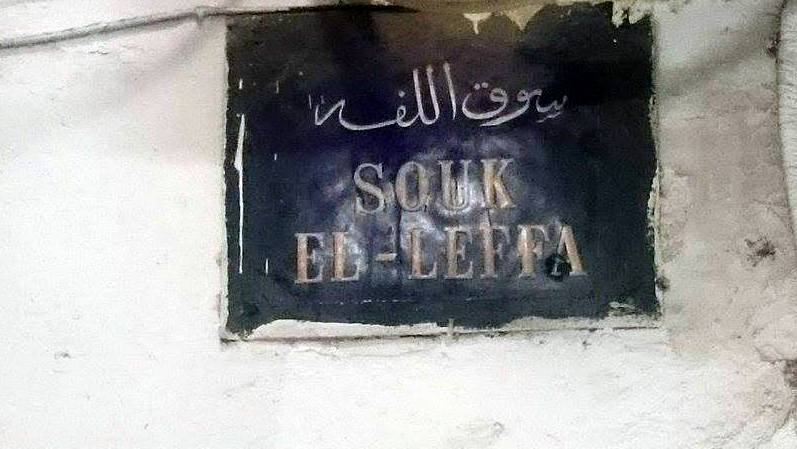
لوحة معدنية تشيرإلى اسم السوق

سوق اللَفة هو أحد أسواق مدينة تونس العتيقة، يسمى كذلك سوق الجربيين (أصيلي جزيرة جربة) وذلك لأن أغلبية التجار هم أصيلوا الجزيرة.

## الموقع
يقع هذا السوق في قلب مدينة تونس العتيقة بجوار جامع الزيتونة، ويمتد إلى سوق السكاجين.

## تاريخه

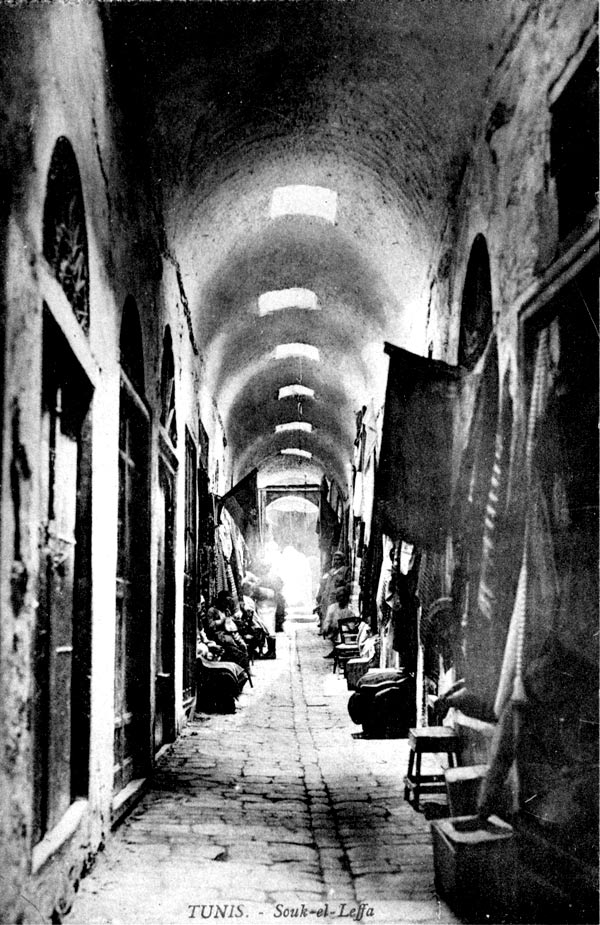
صورة قديمة للسوق

بني السوق عن طريق يوسف داي خلال النصف الأول من القرن السابع عشر.

## هندسته
السوق مغطى بالقبو، وتوجد فتحات صغيرة بالسقف وذلك لتأمين عبور أشعة الشمس بهدف الإضاءة وتهوئة السوق أيضا. يمتاز السوق بأجوائه الهادئة نسبيا مقارنة مع باقي أسواق مدينة تونس. 

## المنتوج
هو معروف ببيع منتجات الصوف، كان التجار يأتون بالسلع من جزيرة جربة ومن توزر وقفصة. كما يباع اللباس التقليدي سفساري.